# San Vito di Fagagna
San Vito di Fagagna (friuli nyelven San Vît di Feagne) település Olaszországban, Friuli-Venezia Giulia régióban, Udine megyében. Lakosainak száma 1666 fő (2023. január 1.). San Vito di Fagagna Fagagna, Rive d’Arcano, Coseano és Mereto di Tomba községekkel határos.

## Népesség
A település népességének változása:
| Lakosok száma | 1644 | 1661 | 1666 |
|               | 2017 | 2018 | 2023 |